# Kashgariet
Kashgariet är en historisk region och kungadöme inom den nuvarande autonoma regionen Xinjiang i västra Kinas ytterkanter. Kashgariet har fått sitt namn från sin centralort Kashgar och karaktäriseras av spridda bosättningar vid oaser i området mellan öknen och de kringliggande prefekturerna Hotan, Yarkant med flera. Området som var Kashgariet utgörs idag av prefekturen Kashgar.

## Makthavare
Kashgariet erövrades av hunner i början av 100-talet  f.Kr.
Området tillföll mongolerna efter den mongoliska invasionen av Khwarezm (1219–1221), och år 1226 blev Tjagatai khan (Djingis Khans andre son) Kashgariet, samt större delen av Transoxanien mellan floderna Amu-Darja (antikens Oxus) och Syr-Darja (antikens Jaxartes). Detta lydvälde kallas för Tjagataikhanatet. Han styrde riket från Almarikh, nära den nuvarande staden Yining (uiguriska: Ghulja), i västra Xinjiang.
Yaqub Beg tog sig till makten genom en serie av militära och politiska manövrer under de antikinesiska uppror från områdets muslimska befolkning. Efter att ha expanderat norrut uppmärksammades han av den ottomanska sultanen, som utsåg Yaqub Beg till emir av Kashgariet.